# HPS1
HPS1‏ (HPS1, biogenesis of lysosomal organelles complex 3 subunit 1) هوَ بروتين يُشَفر بواسطة جين HPS1 في الإنسان.